# Хойчэн
Хойчэ́н (кит. упр. 惠城, пиньинь Huìchéng) — район городского подчинения городского округа Хойчжоу провинции Гуандун (КНР).

## История
Во времена империи Суй в 589 году был создан уезд Гуйшань (归善县), в котором разместились власти созданной тогда же Сюньчжоуской области (循州). В эпоху Пяти династий и десяти царств, когда эти места находились в составе государства Южная Хань, в 917 году из Сюньчжоуской области, власти которой переехали в уезд Лунчуань, была выделена Чжэньчжоуская область (祯州), власти которой разместились в уезде Гуйшань. Во времена империи Сун из-за практики табу на имена после того, как в 1020 году Чжао Чжэнь был объявлен наследником престола, чтобы избежать употребления иероглифа «чжэнь», которым записывалось его личное имя, Чжэньчжоуская область была переименована в Хойчжоускую область (惠州).
После монгольского завоевания и образования империи Юань Хойчжоуская область стала в 1276 году Хойчжоуским регионом (惠州路). После свержения власти монголов и образования империи Мин «регионы» были переименованы в «управы» — так в 1368 году появилась Хойчжоуская управа (惠州府), власти которой по-прежнему размещались в уезде Гуйшань. После Синьхайской революции в Китае была проведена реформа структуры административного деления, в результате которой управы были упразднены, поэтому в 1912 году Хойчжоуская управа была расформирована. Уезд Гуйшань был в 1914 году переименован в Хойян.
После вхождения этих мест в состав КНР в 1950 году был образован состоящий из 11 уездов Специальный район Дунцзян (东江专区), власти которого разместились в уезде Хойян. В 1952 году Специальный район Дунцзян был расформирован, и уезд Хойян перешёл в состав Административного района Юэдун (粤东行政区). В конце 1955 года было принято решение о расформировании Административных районов, и с 1956 года уезд перешёл в состав нового Специального района Хойян (惠阳专区). В апреле 1958 года посёлок Хойчжоу был выделен из уезда Хойян в отдельный городской уезд, а оставшаяся часть уезда стала уездом Хойдун. В ноябре 1958 года городской уезд Хойчжоу и уезд Хойдун были вновь объединены в уезд Хойян. В марте 1959 года Специальный район Хойян был расформирован, и уезд перешёл в состав Специального района Фошань (佛山专区).
В июне 1963 года Специальный район Хойян был воссоздан, и уезд вернулся в его состав. В октябре 1964 года посёлок Хойчжоу был опять выделен из уезда Хойян в отдельный городской уезд. 
В октябре 1970 года Специальный район Хойян был переименован в Округ Хойян (惠阳地区). 
Постановлением Госсовета КНР от 1 января 1988 года был расформирован округ Хойян (惠阳地区), а вместо него было образовано несколько городских округов, одним из которых стал городской округ Хойчжоу; городской уезд Хойчжоу был при этом преобразован в район Хойчэн.

## Административное деление
Район делится на 10 уличных комитетов и 8 посёлков.